# Персидское подворье
Персидское торговое подворье (дом гостиный с лавками Аджи Усейнова) — архитектурно-исторический памятник XIX века, достопримечательность Астрахани. Расположено на пересечении улиц Советская (№ 10) и Володарского (№ 18).

## История
Было построено состоятельным персидским купцом Аджи Усейновым. Строительство шло с 1852 по 1863 год. Подворье представляет собой каменный двухэтажный гостиный дом с мезонинами и типичной для востока планировкой в виде квадрата с широкими воротами с улицы.
До революции 1917 года принадлежал наследникам Усейнова. Уличные фасады дома выходили на три улицы: Почтовую (ныне Чернышевского), Индийскую (ныне Володарского), Екатерининскую (ныне Советскую). На верхнем этаже размещались квартиры и номера, нижний этаж занимали магазины, питейные заведения. В подвалах находились склады, хозяйственные помещения и конюшни.

## Современное состояние
В современности подворью присвоен статус памятника архитектуры федерального значения, дом используется как жилой. Однако здание находится в неудовлетворительном состоянии.
Летом 2023 года в здании открылась частная галерея современного искусства «Арт-пространство „Подворье“».